# Вандеберг, Ив
Ив Вандерберг (фр. Yves Vandeberg; 17 февраля 1966, Антверпен) — бельгийский шашист, специализирующийся в международных шашках. Двукратный чемпион Бельгии (1992 — блиц, 2007 — рапид). Выступает за клуб Raes Damclub Maastricht (Бельгия), Damvereniging Micone (Нидерланды). Мастер ФМЖД.
FMJD-Id: 10061.

## Спортивная биография
Начал играть в шашки в 15 лет.
на мировом уровне
— чемпионат мира 2009 (блиц) — 45 место
на европейском уровне
-Чемпионат Европы 1992 — 16 место
на национальном уровне
— Чемпион Бельгии (блиц) 1992
— Чемпион Бельгии (рапид) 2007
— В 2001, 2005 и 2010 годах — вице-чемпион Бельгии.
на региональном уровне — в Фландрии
— чемпион Фландрии (блиц) в 1992, 1994, 1995, 1996, 1997, 2007, 2009, 2010
— Чемпион Фландрии (рапид) 2010, 2016
— Вице-чемпион Фландрии 1985
— бронзовый призёр Фландрии (блиц) 2015